# 马茨·奥尔贝里
马茨·奥尔贝里（瑞典語：Mats Åhlberg，1947年5月16日—），瑞典男子冰球运动员。他曾代表瑞典参加1972年和1980年冬季奥林匹克运动会冰球比赛，其中1980年冬季奥运会获得一枚铜牌。